# Bacteris espirals
Els bacteris espirals són aquell grup no taxonòmic de bacteris que es caracteritzen per tenir forma d'espiral. Els més coneguts són les espiril·les, les espiroquetes i els vibrions.